# ガーロパ (潜水艦)
ガーロパ (USS Garlopa, SS-358) は、アメリカ海軍の潜水艦。バラオ級潜水艦の一隻。艦名はスペイン語で「目地棒」や「仕上げ鉋」などの工具を意味し、同型艦バヤと同じく、カリフォルニア湾に生息するハタ科の巨大種、ガルフ・グルーパー（gulf grouper ）の通称の一つに因む。
ガーロパはコネチカット州グロトンのエレクトリック・ボート社で起工したが、1944年7月29日にガーロパの建造はキャンセルされた。